# 丁寿岳
丁寿岳（1944年—），福建古田人，中国人民解放军将领、中国人民解放军中将。 宁德永远商会荣誉会长

## 生平
2001年，授予中国人民解放军中将，曾任济南军区副司令员、广州军区副司令员。2008年，当选第十一届全国政协委员，代表特别邀请人士，分入第五十六组。